# Marco Medel
Marco Antonio Medel de la Fuente (Santiago del Cile, 30 giugno 1989) è un calciatore cileno, centrocampista del Santiago Wanderers.